# Kloster Neudingen
Das Zisterzienserinnenkloster „Maria Hof“ Neudingen (1274: Capeila dicta super Curiam, 1294: Closters Ufen Hove, 1595: kloster der heiligen Maria auf Hof) in Neudingen war das Hauskloster der Grafen und Fürsten zu Fürstenberg und seit 1337 die Grablege dieses hochadeligen Geschlechts.

## Vorgeschichte – der Königshof
Eine erste urkundliche Erwähnung des späteren Klostergeländes erfolgte 772 als Gerichtsplatz.
Im Jahr 870 hielt hier der nachmalige Kaiser Karl der Dicke Gericht und verbrachte nach seiner Absetzung auch sein letztes Lebensjahr auf dem Königshof in Neudingen, wo er 888 verstarb. Aufgrund der Urkundenlage wird angenommen, dass Neudingen „in karolingischer Zeit, Dingstätte, Grafschaftssitz und Königspfalz war“.

## Laienkonvente 1274–1307
Über die Anfänge der religiösen Frauengemeinschaft in Neudingen gibt es keine gesicherten Nachrichten. 1274 wurde dieser Gemeinschaft durch Bischof Rudolf von Konstanz die Kapelle auf dem Gelände des ehemaligen Königshofes übertragen und die Kapelle mit Zustimmung des Kirchenpatrons, Graf Heinrich I. von Fürstenberg, von der Pfarrkirche in Neudingen abgetrennt. Die Beginen durften auf dem Gelände ein Bethaus und ein Wohngebäude errichten. Sie lebten ohne Ordensregel, aber unter dem Schutz und der Leitung der Dominikaner in Rottweil.
Die Gemeinschaft suchte die kirchliche Anerkennung und wandte sich an den päpstlichen Legaten, Johannes, Bischof von Tusculum, der 1287 den Prior der Dominikaner in Rottweil anwies, ihr die Augustinerregel zu verleihen und Visitationen durchzuführen. Damit war die Gemeinschaft de facto bereits ein Dominikanerinnenkloster. Für die formelle Aufnahme in den Orden bedurfte es nach der Regel der Zustimmung von drei Generalkapiteln des Ordens, die 1305, 1306 und 1307 erteilt wurde.

## Dominikanerinnen 1307–1559
Auch dieses Kloster wurde mit zahlreichen Stiftungen bedacht, wobei insbesondere die Grafen von Fürstenberg als Wohltäter hervortraten, so dass diese als die eigentlichen Gründer angesehen werden können. 1337 wurde Graf Heinrich II. von Fürstenberg im Kloster bestattet, das fortan die Grablege des Geschlechtes wurde. Für eine Anzahl unverheirateter Töchter der Fürstenberger und des mit ihm verbundenen lokalen Adels stellte das Kloster auch eine Versorgungsanstalt dar. Die Fürstenberger hatten auch jeweils die Kastvogtei über das Kloster.
Während der 1411 begonnenen Fehde der Grafen von Lupfen mit den Fürstenbergern („Lupfener Fehde“) litt das Kloster unter der Zerstörung seiner Besitzungen. Um 1550 führte die Reformation zu einem deutlichen Rückgang der Zahl der Schwestern und 1562 gab es nur noch eine. Die letzte Priorin hatte das Kloster um 1559 verlassen.

## Zisterzienserinnen 1561/84–1802
Im Jahr 1561 überließ Graf Heinrich VIII. von Fürstenberg das Kloster den Zisterzienserinnen aus dem Kloster Sankt Agnes in Lauingen. Sie waren dort vertrieben worden, nachdem sich Herzog Wolfgang von Pfalz-Zweibrücken der Reformation angeschlossen hatte. 1573 ersuchte Graf Heinrich die Äbtissin des badischen Hausklosters Lichtenthal, einige Nonnen von Lichtenthal nach Neudingen zu senden, da die aus Lauingen gekommene Priorin gestorben war. Die Äbtissin, Barbara Vehus, forderte bauliche und rechtliche Zugeständnisse vom Grafen, bevor sie drei Nonnen entsandte. Nachdem der Dominikanerorden 1578 auf seine Rechte an Kloster Neudingen verzichtete, übergab der Graf das Kloster definitiv den Zisterziensern und 1584 gab Papst Gregor XIII. seine Einwilligung zur Eingliederung des Klosters in den Zisterzienserorden. Der Abt des Klosters Salem wurde zum Vaterabt des Frauenklosters Neudingen bestimmt. 1591 wurde die erste Äbtissin eingesetzt.

## Säkularisation
Nachdem 1801 im Friedensvertrag von Lunéville zwischen Frankreich und Österreich große Teile des linksrheinischen Gebietes des Reiches an Frankreich abgetreten wurden und das Reich zur Entschädigung der betroffenen deutschen Fürsten verpflichtet wurde, befasste sich der Immerwährende Reichstag mit dieser Entschädigungsregelung. Dies geschah durch Säkularisation kirchlicher sowie durch Mediatisierung kleinerer weltlicher Herrschaften bisheriger Reichsstände. Das Fürstentum Fürstenberg hatte keine linksrheinischen Gebiete verloren und daher auch keinen Entschädigungsanspruch. Nachdem die fürstliche Regierung Kenntnis erhielt, dass die auf dem Gebiet des Fürstentums liegenden Klöster dem Deutschen Orden als Teil seiner Entschädigung zugesprochen werden sollten, erhob das Fürstentum am 28. Oktober 1802 beim Reichstag seinerseits Ansprüche auf diese Klöster, um mit deren Einkommen und Vermögen Sozial- und Bildungseinrichtungen zu finanzieren. Es wurde auch behauptet, dass das Fürstentum die Klöster bereits 1786 aufheben wollte, wofür sich jedoch keine Belege finden.
Nachdem der Deutsche Orden unter dem Einfluss seines Hochmeisters Karl von Österreich-Teschen auf seine diesbezüglichen Ansprüche verzichtet hatte, fasste die fürstliche Regierung am 2. November 1802 nochmals nach und in seiner 24. Sitzung vom 6. November 1802 beschloss die außerordentliche Reichsdeputation die Klöster dem Fürstentum zu übereignen.
1802 gehörten neben der letzten Äbtissin Maria Hildegard Hafner noch weitere 17 Frauen zum Konvent. Am 19. November 1802 wurde das Vermögen des Klosters auf Anordnung von Fürst Karl Joachim zu Fürstenberg vorläufig in Besitz genommen. Ende des Jahres erfolgte die endgültige Besitzergreifung. Zu dieser Zeit deckten die Einnahmen aus dem Klostervermögen etwa die Ausgaben. Die Ordensfrauen erhielten eine nach ihrem Rang abgestufte Pension.
Nach der Mediatisierung des Fürstentums im Jahre 1806 wollte die badische Regierung dem Haus Fürstenberg das Klostervermögen entziehen und für die Sozial- und Bildungsaufwendungen des neuen Staates, Großherzogtum Baden, verwenden. Letztlich wurde jedoch darauf verzichtet, obwohl das Haus Fürstenberg die 1802 gegenüber der Reichsdeputation „angekündigten Vorhaben hinsichtlich des Schul- und Krankenwesen so gut wie nicht durchgeführt“ hatte.
Da es keine Neuzugänge mehr gab, nahm die Zahl der Nonnen (und damit die Last der Pensionen) ständig ab. Die – seit 1840 – letzte Ordensfrau verstarb am 2. Oktober 1852.
„Durch die Konfiskation des Ordenseigentums hat sich das Haus Fürstenberg in den Besitz bedeutender Liegenschaften und Renten zu bringen und diesen auch zu behaupten gewußt. Sein bleibender Gewinn bestand aus 2100 Hektar an Wäldern und Feldern, die etwa den zehnten Teil der fürstlichen Privatliegenschaften ausmachten.“ Teil dieses Zugewinns war das Vermögen des Klosters Neudingen.

## Weitere Nutzung des Klosterareals

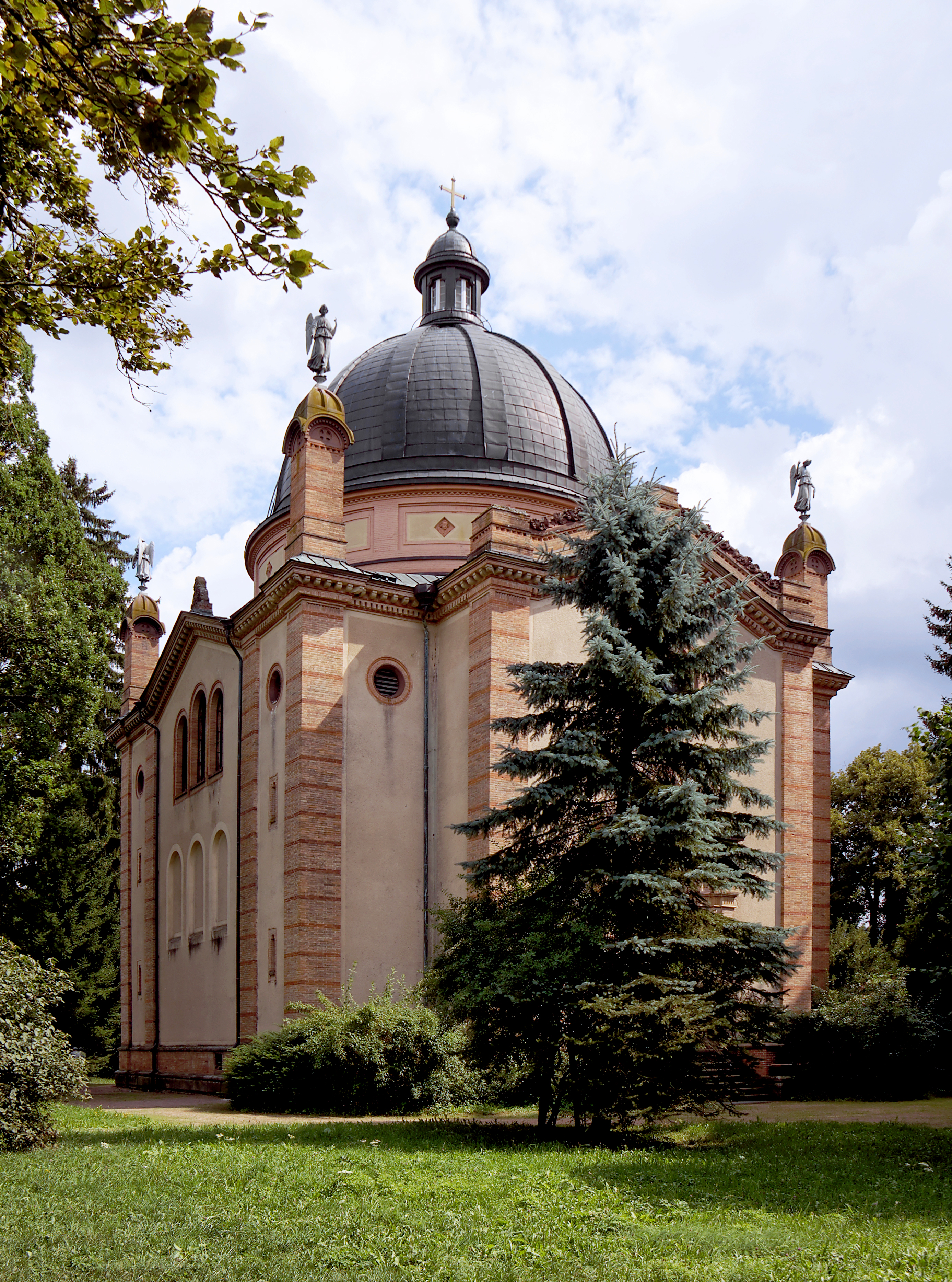
Gruftkirche der Fürstenberger in Neudingen

Im Winter 1813/1814 beherbergten die Klostergebäude ein Militärkrankenhaus und in den 1820er-Jahren eine Blindenanstalt. 1852 befand sich in den Klostergebäuden auch ein Heim des Verein zur Rettung sittlich verwahrloster Kinder im Grossherzogthum Baden. Am 23. März 1852 brannte das Kloster nieder.
1853 ließ Karl Egon II. zu Fürstenberg auf dem ehemaligen Klostergelände die Gruftkirche erbauen. Am 23. Juni 1853 wurde die Gruft unter der neuen Kirche eingeweiht und danach die Leichname von der Gruft der abgebrannten Kirche hierhin überführt. Unter Leitung von Karl Egon III. zu Fürstenberg wurde die Kirche bis 1856 vollendet. Die neue Grablege zeigt sich als ein monumentaler Zentralbau mit Kuppel im Renaissancestil. 1857 bis 1860 wurden die auf dem Klostergelände noch stehengebliebenen Gebäude niedergelegt und ein Garten angelegt. Zwischen 1871 und 1875 wurde dann um die Gruftkirche eine Gartenanlage im Umfang von etwa 3 Hektar gestaltet.